# Leuven
Leuven (denumire neerlandeză, în franceză Louvain, în germană Löwen, în valonă Lovin) este un oraș în Flandra, Belgia, capitala provinciei Brabantul Flamand.
Aici s-a înființat în 1425 Universitatea Catolică din Leuven, din care în 1968 partea flamandă a rămas pe loc, iar partea francofonă, Université catholique de Louvain, s-a mutat în Louvain-la-Neuve, în regiunea francofonă Valonia.

## Istorie
Prima mențiune a orașului datează din anul 891 ("Loven"), când o armată de vikingi a fost învinsă de către regele Arnulf de Carintia. Conform legendei orașului, culorile sale roșu-alb-roșu amintesc de malurile însângerate ale râului Dijle după această bătălie.

## Galerie de imagini

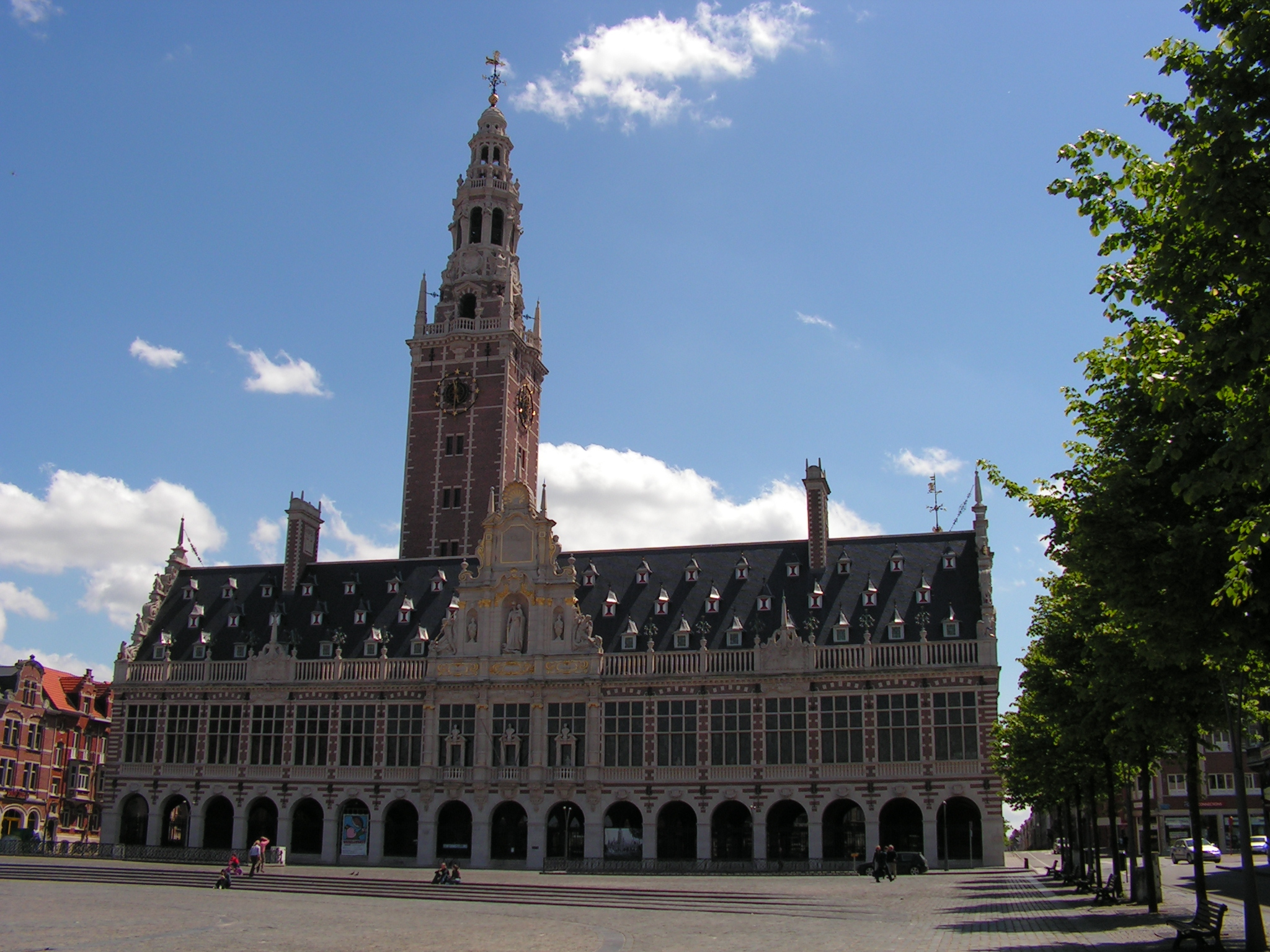
Biblioteca Centrală a Universității din Leuven